# Fábio Ramalho
Fábio Augusto Ramalho dos Santos (Brasília, 22 de dezembro de 1961) é um empresário e político brasileiro. Filiado ao Movimento Democrático Brasileiro (MDB), foi deputado federal por Minas Gerais, entre 2007 e 2023. Anteriormente, foi prefeito de Malacacheta entre 1997 e 2005 e primeiro vice-presidente da Câmara dos Deputados de 2017 a 2019.

## Família e educação
É filho de Agostinha Ramalho Andrade e Joaquim dos Santos Coimbra. Concluiu o curso de Direito pela Fundação Educacional Nordeste Mineiro (FENORD).

## Carreira política
Em 1996, Ramalho foi eleito prefeito de Malacacheta, no Vale do Jequitinhonha, com 5.941 votos, ou 62,67% dos votos válidos. Na época, era filiado ao Partido Trabalhista Brasileiro (PTB). Em 2000, enquanto membro do Partido da Frente Liberal (PFL), reelegeu-se com 5.123 votos, ou 58,51%. Em 2005, passou a integrar o Partido Verde (PV).
Em 2006, Ramalho foi eleito para seu primeiro mandato como deputado federal com 61.086 votos (0,62%). Empossado em fevereiro de 2007, integrou as comissões Mista do Orçamento, de Constituição e Justiça e de Cidadania, de Finanças e Tributação, e de Minas e Energia.
Ramalho foi reeleito para a câmara baixa do parlamento brasileiro em 2010, desta vez obtendo 96.309 votos (0,94%). Entre fevereiro de 2011 e março de 2012, foi vice-líder do bloco composto por PV e PPS. Em 2012, foi coordenador da bancada mineira. Em 2014, reelegeu-se para seu terceiro mandato, com 83.567 votos (0,83%).
Na nova legislatura, Ramalho migrou para o Partido da Mulher Brasileira (PMB) e em seguida para o Partido do Movimento Democrático Brasileiro (PMDB). Como deputado, votou a favor do Processo de impeachment de Dilma Rousseff, da PEC do Teto dos Gastos Públicos e da Reforma Trabalhista. Em 2017, foi contrário ao processo em que se pedia abertura de investigação do presidente Michel Temer, ajudando a arquivar a denúncia do Ministério Público Federal.
De 2017 a 2019, Ramalho foi o primeiro vice-presidente da Câmara dos Deputados, eleito para a função com 265 votos, derrotando o colega Osmar Serraglio, que obteve 204 votos. Em 2018, foi reeleito deputado federal com 63.149 votos (0,63%). Em 2019, concorreu à presidência da Câmara, sendo derrotado pelo incumbente Rodrigo Maia por 334 votos a 66.
Em 2020, Ramalho foi o relator da proposta, aprovada pela Câmara dos Deputados, que previa a criação de um Tribunal Regional Federal em Minas Gerais.

#### Lideranças
Atuou na Câmara dos Deputados como: vice-líder no Bloco PV/PSD, de 9 de fevereiro de 2011 até 21 de março de 2012; vice-líder, PMB, de 24 de fevereiro de 2016 até 11 de março de 2016; vice-líder do Bloco PMDB/PEN,de  16 de abril de 2016 até 20 de abril de 2016.